# 第7届大众电视金鹰奖
第7届大众电视金鹰奖于1989年7月28日在杭州揭晓，本届金鹰奖没有依照惯例举行授奖大会等大型文艺演出，改以小规模的授奖仪式和理论研讨会，授奖仪式于10月14日下午举行。

## 得奖名单

### 优秀连续剧
- 《末代皇帝》 中国电视剧制作中心
- 《家春秋》 上海电视剧制作中心、四川电视台
- 《大酒店》 上海电视剧制作中心

### 优秀单本剧
- 《十八岁男子汉》 上海电视台
- 《花鸽子》 上海电视剧制作中心
- 《甲肝1998》 浙江电视剧制作中心

### 优秀儿童剧
- 《三个和一个》 上海电视剧制作中心

### 优秀戏剧片
- 《朱熹与丽娘》 安徽电视台

### 最佳男主角
- 陈道明 《末代皇帝》中饰溥仪

### 最佳女主角
- 徐娅《家春秋》中饰瑞珏

### 最佳男配角
- 陈裕德《黄河东流去》中饰四圈

### 最佳女配角
- 朱琳《末代皇帝》中饰慈禧

### 特别奖
- 《师魂》中央电视台、黑龙江电影制片厂、中国儿童艺术剧院
- 《男子汉虎虎》四川电视台